# Prințul Christian al Danemarcei
Prințul Christian al Danemarcei, Conte de Monpezat (daneză Prins Christian Valdemar Henri John til Danmark, Greve af Monpezat; n. 15 octombrie 2005) este membru al familiei regale daneze. Este fiul cel mare al Regelui Frederik al Danemarcei și al soției lui, Mary, Prințesă a Danemarcei. Este nepotul reginei Margareta a II-a a Danemarcei. În Linia de succesiune la tronul din Danemarca ocupă primul loc. Dacă va deveni rege al Danemarcei va domni sub numele Christian al XI-lea al Danemarcei.

## Naștere
Prințul Christian s-a născut la 15 octombrie 2005 la Rigshospitalet din Copenhaga, la 1:57am. La naștere a cântărit 3,5 kg și a măsurat 51 cm.
A fost botezat la 21 ianuarie 2006 la Palatul Christiansborg de episcopul Erik Norman Svendsen. Christian are opt nași: Haakon, Prințul Moștenitor al Norvegiei, Mette-Marit, Prințesa Moștenitoare a Norvegiei, Victoria, Prințesa Moștenitoare a Suediei, Prințul Joachim al Danemarcei, Pavlos, Prințul Moștenitor al Greciei, Jane Stephens și doi prieteni ai cuplului, Jeppe Handwerk și Hamish Campbell.
Numele lui are următoarea semnificație:
- Christian după stră-străbunicul său, Christian al X-lea al Danemarcei, continuând tradiția regală daneză ca moștenitorul tronului să poarte numele de Christian sau Frederik.
- Valdemar după Valdemar al IV-lea al Danemarcei. Este de asemenea, un nume obișnuit în familia regală.
- Henri după bunicul patern, Prințul Henrik
- John după bunicul matern, John Donaldson.

La botez a primit un număr de daruri printre care și un ponei numit Flikflak de la Folketing (Parlamentul danez).

## Educație și îndatoriri regale
Christian este primul membru al familiei regale daneze care a fost la grădiniță. La aceeași vârstă, tatăl său, Prințul Moștenitor avea o bonă la palat. El este, de asemenea, primul membru al familiei regale daneze care urmează o școală de stat publică.
La 19 iunie 2010 a fost paj la nunta nașei sale, Prințesa Moștenitoare a Suediei cu Daniel Westling.
La 17 noiembrie 2010, la Castelul Rosenborg, și-a însoțit mama și bunicul la dezvelirea unei picturi ce-l înfățișa pe prințul Ulrik al Danemarcei.
La 11 ianuarie 2012, el, împreună cu bunica lui, au dezvelit o pictură ce-i reprezenta pe tatăl, bunica și pe el însuși.